# Radohova
Radohova (szerbül: Радохова), falu Bosznia-Hercegovinában, a Bosanska Krajina keleti részén, Kotor-Varoš községben, a Szerb Köztársaságban. 

## Fekvése
A település Bosznia-Hercegovina északi részén, Banja Lukától légvonalban 43, közúton 62 km-re délkeletre, községközpontjától légvonalban 21, közúton 30 km-re délkeletre, a Vrbanja bal partján, az Ulička és a Demička-patakok torkolatai között, és tőle nyugatra, a Zaštijenja lejtőin, 460-1226 méteres tengerszint feletti magasságban fekszik. Rohodova valójában domboldali falvak sorozata, amelyek mintegy 10 kilométeres szakaszon, az Ulička-pataktól a Demićka (a Vrbanja bal oldali mellékfolyója) forrásáig és a Djevojačka szurdokig terjednek. A legnagyobb beosztott falvai Dunići, Demići, Letići, Gigovići és Lapići. Minden falva megközelíthető a helyi utakon keresztül az R-440-es Šiprage − Kotor-Varoš − Banja Luka regionális útról. 

## Népessége
| Nemzetiségi csoport | Népesség 1991 | Népesség 2013 |
| ------------------- | ------------- | ------------- |
| Szerb               | 49            | 52            |
| Bosnyák             | 644           | 210           |
| Horvát              | 0             | 1             |
| Jugoszláv           | 4             | 0             |
| Egyéb               | 3             | 0             |
| Összesen            | 700           | 263           |

## Története
Radohova legnagyobb falvai nagyon régi települések, melyek nehezen megközelíthető helyeken találhatók. Ezért feltételezhető, hogy történetük a Vrbanja völgyében zajló eseményekhez kötődik, melyek az őslakos illírek régi településeitől, a régi bosnyák településeken át napjainkig is fennállnak. Dunić feletti középkori nekropolisz maradványai stećak sírköveivel is ezt támasztják alá.
A muszlim lakosságú település 1878-ig tartozott az Oszmán Birodalomhoz, ekkor a berlini kongresszus határozata alapján az Osztrák-Magyar Monarchia része lett. 1879-ben az első osztrák-magyar népszámlálás során a jajcai járáshoz tartozó településnek 21 háztartása és 146 muszlim lakosa volt.  1910-ben a Kotor Varoš-i járáshoz tartozó Radohovo községben, melyhez Demići, Dunići és Gigovići falvak tartoztak, 55 háztartást és 381 muszlim lakost találtak, ebből Radohovo falu 20 háztartással és 146 lakossal rendelkezett. A monarchia szétesésével 1918-ban előbb a Szerb-Horvát-Szlovén Királyság, majd 1929-től a Jugoszláv Királyság része lett. 1921-ben a községnbek 316 lakosa volt, ebből 270 muszlim, 42 ortodox és 1 római katolikus volt. Az 1929-es törvény értelmében, amikor Bosznia-Hercegovinát négy banovinára, Drinskára, Vrbaskára, Zetskára és Primorskára osztották, a település a Vrbaska banovina része lett, amelynek székhelye Banja Luka volt. 
Jugoszlávia megszállása után a Független Horvát Állam (NDH) része lett. A második világháború alatt Radohova a felkelők által ellenőrzött terület volt, ahol a Nemzeti Felszabadító Háború számos veteránja harcolt. A Dunića-sziklák és a Demića alatt, a Demićka-szorosban egy Partizán Hadosztálykórház volt, amelyet (a hatodik ellenséges offenzíva során) többször is bombáztak. A kórház 1944. május 15-ig működött, amikor a bombázás súlyosan megrongálta, és a sebesülteket el kellett szállítani. Az egészségügyi személyzetet kükönösen az 1944. szeptemberi Prnjavor, Kotor-Varoš, Doboj és Teslić, majd a Banja Luka elfoglalásáért vívott nagy csaták állították kihívás elé.}}
1992-ben a Vrbanja völgyében található összes bosnyák és horvát települést Kruševo Brdótól Banja Lukáig elpusztították, a helyi lakosságot pedig megölték vagy száműzték.

 A boszniai háborút lezáró daytoni békeszerződést követő területfelosztásnál Kotor-Varoš község részeként a Szerb Köztársaság területéhez került. 